# Providence Steamrollers 1948-1949
La stagione 1948-49 dei Providence Steamrollers fu la 3ª e ultima nella BAA per la franchigia.
I Providence Steamrollers arrivarono sesti nella Eastern Division con un record di 12-48.

## Roster
| N° | Naz.                   | Ruolo | Sportivo           | Anno | Alt. | Peso |
| -- | ---------------------- | ----- | ------------------ | ---- | ---- | ---- |
|    | Stati Uniti (bandiera) | GA    | Johnny Ezersky     | 1921 | 191  | 79   |
|    | Stati Uniti (bandiera) | G     | Buddy O'Grady      | 1920 | 180  | 73   |
|    | Stati Uniti (bandiera) | A     | Fred Paine         | 1925 | 196  | 95   |
| 3  | Stati Uniti (bandiera) | G     | Ernie Calverley    | 1924 | 178  | 66   |
| 4  | Stati Uniti (bandiera) | G     | Kenny Sailors      | 1921 | 178  | 79   |
| 5  | Stati Uniti (bandiera) | GA    | Mel Riebe          | 1916 | 180  | 88   |
| 5  | Stati Uniti (bandiera) | GA    | Earl Shannon       | 1921 | 180  | 77   |
| 6  | Stati Uniti (bandiera) | C     | Chick Halbert      | 1919 | 206  | 102  |
| 6  | Stati Uniti (bandiera) | AC    | George Nostrand    | 1924 | 203  | 88   |
| 7  | Stati Uniti (bandiera) | GA    | Otto Schnellbacher | 1923 | 193  | 84   |
| 7  | Stati Uniti (bandiera) | G     | Andy Tonkovich     | 1922 | 185  | 84   |
| 8  | Stati Uniti (bandiera) | AC    | Les Pugh           | 1923 | 201  | 86   |
| 9  | Stati Uniti (bandiera) | GA    | Howie Shannon      | 1923 | 188  | 79   |
| 10 | Stati Uniti (bandiera) | AC    | Bob Hubbard        | 1922 | 198  | 98   |
| 11 | Stati Uniti (bandiera) | A     | Bob Brown          | 1923 | 193  | 93   |
| 11 | Stati Uniti (bandiera) | GA    | Carl Meinhold      | 1926 | 188  | 84   |
| 12 | Stati Uniti (bandiera) | A     | Lee Robbins        | 1922 | 191  | 79   |
| 12 | Stati Uniti (bandiera) | AC    | Giff Roux          | 1923 | 196  | 88   |
| 15 | Stati Uniti (bandiera) | A     | Ben Scharnus       | 1917 | 188  | 78   |
| 16 | Stati Uniti (bandiera) | AC    | Brady Walker       | 1921 | 198  | 93   |

## Staff tecnico
- Allenatore: Ken Loeffler